# آخرین دعوت
آخرین دعوت نام مجموعه تلویزیونی به نویسندگی علیرضا کاظمی پور، کارگردانی حسین سهیلی زاده و تهیه‌کنندگی مهران رسام است که در زمستان ۱۳۸۷ از شبکه دو پخش گردید. این مجموعه تلویزیونی به مناسبت ماه محرم پخش می شد.

## بازیگران
- فرامرز قریبیان
- حامد بهداد
- پرویز فلاحی‌پور
- الهام حمیدی
- مرجان شیرمحمدی
- امیرکاوه آهنین‌جان
- سپیده ذاکری
- شهرام عبدلی
- حسین سحرخیز
- فرزاد حسنی
- سیاوش طهمورث
- محمد عمرانی

## موسیقی
آهنگساز: آرمان موسی پور
خواننده: محمد اصفهانی